# Queen
Queen je britská rocková hudební skupina, založená roku 1970 v Londýně. V její původní sestavě byli Freddie Mercury (zpěv, klavír), Brian May (kytara, zpěv), John Deacon (baskytara, klávesy) a Roger Taylor (bicí, zpěv). Prvotní tvorbu skupiny ovlivnil hlavně progresivní rock a hard rock. Postupně se kapela pokoušela o konvenčnější a komerčnější tvorbu, v její tvorbě se tak objevily žánry jako klasický rock, arena rock, pop rock, funk či R&B.
Před založením skupiny Queen hráli mezi lety 1968–1970 Brian May a Roger Taylor společně s baskytaristou a zpěvákem Timem Staffellem ve skupině Smile. Freddie Mercury, tehdy ještě známý pod svým rodným jménem Farrokh Bulsara, byl fanouškem této kapely a po Staffellově odchodu v roce 1970 se k ní připojil jako zpěvák. O rok později, v roce 1971, usedl na post baskytaristy John Deacon a skupina se na Freddieho návrh přejmenovala na Queen.
Jejich kariéra odstartovala sérií vystoupení v různých klubech a barech v Londýně v roce 1973 a na podzim téhož roku vydáním dva roky připravovaného debutového alba Queen. Za celou kariéru obsadily jejich nahrávky osmnáctkrát první příčku v různých hitparádách po celém světě. Během svého působení obdrželi množství ocenění za živé pojetí skladeb, prodej alb i hudební přínos. Jejich 20minutové vystoupení na Live Aid roku 1985 bylo zvoleno nejlepším koncertem v historii rockové hudby. V roce 2001 byli uvedeni do Rock and Roll Hall of Fame a o rok později na Hollywoodský chodník slávy.
Kapela se nerozpadla ani po smrti Freddieho Mercuryho v roce 1991 a ani po odchodu Johna Deacona v roce 1997. S novým zpěvákem Paulem Rodgersem vystupovali mezi lety 2005–2009 pod názvem Queen + Paul Rodgers a v roce 2008 dokonce po 11 letech ohlásili návrat do studia, kde nahráli nové album The Cosmos Rocks. Od roku 2011 vystupují se zpěvákem Adamem Lambertem pod názvem Queen + Adam Lambert.
Queen se stali slavnou skupinou díky originální tvorbě (např. spojení klasické balady, hard rocku a opery ve skladbě Bohemian Rhapsody), Mercuryho hlasovému rozsahu něco málo přes 3 oktávy  a v neposlední řadě i díky jejich koncertům. Charakteristický zvuk skupiny udávala elektrická kytara Red Special Briana Maye, vyrobená z 200 let starého dubu.
Na počest skupiny Queen byl v roce 2018 natočen film Bohemian Rhapsody, který zaznamenal celosvětový úspěch. Na natáčení se podíleli i dva stále aktivní původní členové kapely Brian May a Roger Taylor.

## Historie

### 1968–1973: Smile a začátky
V roce 1968 se tehdejší student astrofyziky Brian May pokusil sestavit skupinu. Podal si inzerát, na který se mu přihlásil bubeník Roger Taylor a zpěvák a baskytarista Tim Staffell. Skupina si začala říkat „Smile“ V roce 1969 podepsali smlouvu s Mercury Records, vydali však pouze jeden singl, který byl naprostý propadák. Roku 1970 ze sestavy odešel Tim Staffell, aby zkusil své štěstí jinde, u Humpy Bong. Kapela chtěla svou krátkou neslavnou kariéru ukončit. Přihlásil se jim ale jejich fanoušek Farrokh Bulsara (později známý jako Freddie Mercury), který dříve zpíval s méně známými skupinami jako Wreckage a Sour Milk Sea). Mercury měl velice přesnou představu o podobě kapely: „Musíte dělat mnohem originálnější písničky a mnohem jasněji definovat způsob vašeho hudebního vyjadřování. Kdybych byl vaším zpěvákem, věděl bych, jak na to!“ [zdroj?]. May a Taylor ho přijali.
Zkoušeli, skládali a zdokonalovali repertoár, který předvedli pouze párkrát na večírcích kamarádům. Skupina vyzkoušela šest basových kytaristů (např. Barryho Mitchella, Mikea Grose), ale nakonec měli jasno. Čtvrtým členem skupiny se stal v roce 1971 John Deacon. Poté přijali nový název Queen, který navrhl Freddie Mercury a vysvětlil to takto: „Je to jenom jméno, ale je královské a zní nádherně. Je to silné slovo, naprosto univerzální a bezprostřední.“[zdroj?]
Velký průlom přišel roku 1972, kdy se začali objevovat v nejrůznějších londýnských klubech a barech.
V roce 1973 si jich všimli pracovníci Trident Audio Productions s nimiž podepsali vydavatelskou, producentskou a manažerskou smlouvu. Začali nahrávat své debutové album Queen, které se ale komerčně neujalo kvůli špatné kvalitě zvuku.
V roce 1974 vyšlo album Queen II a s ním i první hit skupiny nesoucí název „Seven Seas of Rhye“. Tato skladba byla původně instrumentální skladba na albu Queen, ale Mercury jí přepracoval a stal se z ní první hitový singl a skupina poprvé zažila masový ohlas.

### 1974–1975: Sheer Heart Attack až A Night at the Opera
Během roku 1974 vydala skupina další studiové album, které konečně prokázalo jejich možnosti. Sheer Heart Attack, album v mnohém převyšující obě předcházející, obsahovalo i klasickou píseň „Killer Queen“, která dokazuje dokonalou souhru všech členů. Singl obsadil druhou příčku [zdroj?] a skupina se tímto dostala do televize BBC v rámci pořadu Top of the Pops. Následovala Seven Seas of Rhye do první desítky, [zdroj?] kde se ustálila na druhém místě [zdroj?]. Spolu s další písní, Now I'm Here Briana Maye (jedenáctá příčka žebříčku) album dokazuje, že Queen jsou schopni tvořit propracovanou hudbu.
Rok 1975 znamenal pro Queen historický milník. Vyšlo přelomové album A Night at the Opera, vědělo se, že rock má svou královnu. Tažným koněm byl Mercuryho magnum opus „Bohemian Rhapsody“, jedna z nejvynalézavějších písní rockové historie. Píseň byla ihned katapultována na první místo hitparád, kde se udržela celých 9 týdnů. Mercury za Bohemian Rhapsody získal cenu Ivora Novella. Další skladby z alba, You're My Best Friend Johna Deacona a Love of My Life se staly také hity. A Night at The Opera nepřinesla jen hity, ale poprvé i dnes legendární logo skupiny, které se skládá z horoskopických znamení jejich členů: rak (Brian May), panna (Freddie Mercury) a dva lvi (Roger Taylor a John Deacon) a ptáka Fénixe, který ochraňuje písmeno "Q". Logo navrhl i původně namaloval Freddie Mercury.
Queen si vždy zakládali na podobě obalů svých alb a singlů. S některými z nich byly ale problémy. Zvláště v USA a musela zasáhnout tamní cenzura, nelíbilo se například obnažené ženské pozadí na obálce singlu Fat Bottomed Girls, nebo dvě svíjející se lidská těla na Body Language. Ani videoklip k písni Bicycle Race nebyl v některých zemích přijat.

### 1976–1979: A Day at the Races až Live Killers

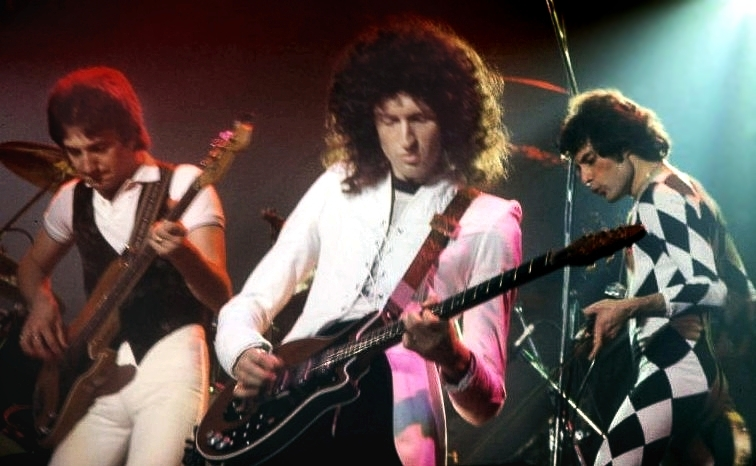
Queen na koncertě v New Haven v USA v listopadu 1977.

V roce 1976 vydali další album s názvem A Day at the Races. Album přineslo další smršť skvělých písní, jako například Tie Your Mother Down, Good Old-Fashioned Loverboy a nejúspěšnější Somebody to Love (2. místo britské hitparády). Na album se ale snesla velká sprška kritiky. V jednom z nejhorších obvinění zaznělo „Queen našli magický vzorec pro úspěšnost. Toto nové album je vlastně stejné, jak to předchozí, jen trochu v jiném ‚obalu‘“.
Ze šestého alba, News of the World, vydaného v roce 1977, pocházejí dva stadionové hity: We Will Rock You a We Are the Champions. Skladby otevírající celé album mají silnou sborovou linii a publikum se jimi rádo nechává doslova strhnout. Roger Taylor koncem sedmdesátých let ale hledal větší uplatnění jako sólový zpěvák a jako první ze všech členů započal v roce 1977 svou sólovou kariéru, které se věnoval souběžně s Queen.
Album Jazz z roku 1978 sice neznamenalo až tak velký úspěch jako předcházející desky, ale je zde dostatek materiálu opravňujícího titul kvalitního alba. Byla to směs hitů: Fat Bottomed Girls, Don't Stop Me Now nebo Bicycle Race. V jiné skladbě Mustapha skupina ukázala, jak jde píseň složit ze tří slov („Mustapha“, „Ibrahim“ a „Allah“).
V 70. letech se Freddie Mercury dělil na řadových deskách o mikrofon s Brianem Mayem a Rogerem Taylorem, kteří pravidelně přispívali na nové album jednou, někdy i dvěma písničkami, v nichž zpívaly hlavní vokály (John Deacon nikdy sólo nezpíval). Od 80. let dostávali prostor jen na B-stranách singlů.
V dubnu 1979 odjela skupina na velké turné do Japonska. Skladby z evropských koncertů toho byly nahrány a vydány jako první živé album „Live Killers“. Album obsadilo třetí příčku hitparád, [zdroj?] ale jeho zvuk je nekvalitní a Roger Taylor prohlásil, že tato deska do diskografie Queen oficiálně nepatří. [zdroj?]

### 1980–1984: The Game až The Works

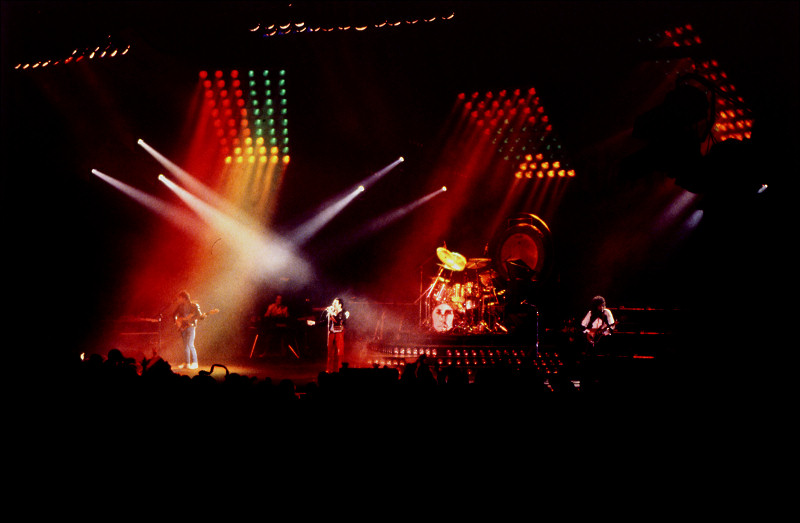
Queen na koncertě ve městě Drammen v Norsku.

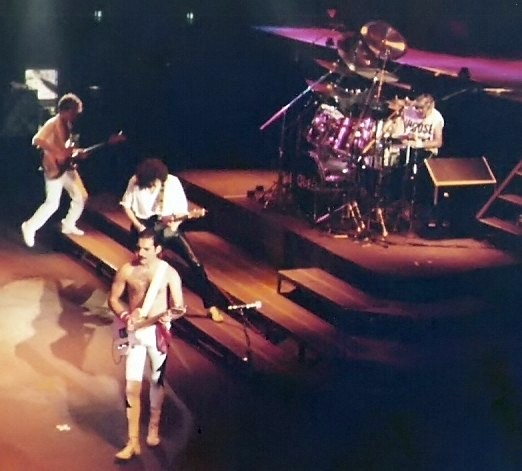
Queen během koncertu ve Frankfurtu 26. září 1984.

Po albu Jazz přišlo roku 1980 další studiové album The Game. Album ukazovalo další možnosti kapely, např. v písní Save Me. Na albu vyšel také další megahit (později vydán i jako singl) s názvem Crazy Little Thing Called Love. Elvisovská skladba, kde Freddie poprvé hraje na elektrickou kytaru. Dále vyšla na albu píseň Another One Bites the Dust složená Johnem Deaconem. Je to disco skladba, která je zajímavá svým rytmem a propracovanou basovou linkou.
Následoval další převrat ve vývoji skupiny, který jim zajistil zcela odlišný druh publika – návštěvníky kin. Roku 1980 přivítali novou dekádu zkomponováním hudby k celovečernímu filmu Flash Gordon, přivádějícího na plátno komiksového hrdinu Flashe Gordona. V tu dobu nebyla spolupráce rocku s filmem obvyklá – film ještě neobjevil výhody speciálně upravené rockové hudby, ale Mercury, Deacon, May a Taylor začali tuto novou výzvu zdolávat. Tímto soundtrackem si sice skupina udělala dobrou vizitku u fanoušků filmu, ale jako samostatné album (Flash Gordon) se komerčně neujalo a to hlavně z důvodu, že se na albu nacházely převážně instrumentální skladby.
V roce 1981 vzniklo první kompilační (výběrové) album, Greatest Hits. Byl to další dobrý krok skupiny a zároveň nejlépe prodávaná [zdroj⁠?!] kompilace úspěšných písní nějaké skupiny v historii. Přinášelo 10 hitů, které se dostaly do první desítky anglického žebříčku, s vedoucí Bohemian Rhapsody.
Queen se o rok později (1982) rozhodli nahrát další studiové album „Hot Space“, na kterém se objevilo spojení tehdejších hudebních megastar – Queen a David Bowie. Nahráli spolu netypický duet s názvem „Under Pressure“. Na tomto albu (Hot Space) se skupina zaměřila hlavně na taneční hudbu. Dokazují to písně Back Chat, Body Language a Las Palabras de Amor, která se dostala jako třetí píseň Queen (první byla „Killer Queen“ z alba Sheer Heart Attack a druhá Good Old-Fashioned Lover Boy z alba A Day At Races) do pořadu televize BBC Top of the Pops.
Po Hot Space a turné „Hot Space Tour“, které se konalo právě ke zmiňovanému albu, nastala dvouletá přestávka, během které se všichni členové věnovali své sólové práci. V roce 1983 John Deacon natočil singl s Man Friday and Jive Junior, Picking Up Sounds. Brian May vystoupil na koncertě Def Leppard v Los Angeles, produkoval album skupiny Heavy Pettin a vydal sólové album Star Fleet Project. Freddie Mercury v Mnichově natočil album Mr. Bad Guy. Byla to užitečná pauza. Když se znovu sešli, vytvořili své komerčně nejúspěšnější album „The Works“.
The Works z roku 1984 obsahovalo různorodé písně, od sci-fi vize Radio Ga Ga až k rockovému stompu Hammer to Fall. Dál tu byly hity It's a Hard Life, nebo I Want to Break Free. Do alba byla také zařazena skladba Is This the World We Created…?.
V říjnu provedla skupina zřejmě svou nejkontroverznější akci – vystoupili před mnohatisícovými davy v jihoafrickém Sun City. Toto rozhodnutí se setkalo s mohutnou dávkou kritiky. Brian May ale vše obhájil: „Jsme rozhodně proti apartheidu a všemu podobnému, ale myslím, že jsme tak vystavěli velký kus mostu mezi národy.“ [zdroj⁠?!]

### 1985–1986: Live Aid a konec koncertování
Druhý obrovský historický milník v kariéře Queen: 13. července 1985 – největší vystoupení všech dob, megakoncert Live Aid představil sbírku toho nejlepšího, co tehdejší rockový svět nabízel – Queen, Paul McCartney, Elton John, David Bowie, Led Zeppelin, U2, The Who, Mick Jagger, Status Quo, Black Sabbath, Sting a mnoho dalších. Koncert pro pomoc hladem trpící Etiopii sledovalo na stadionu Wembley přes 72 000 diváků a televizní přenos sledovaly další skoro 2 miliardy lidí.
I když každá skupina měla na vystoupení jen 20 minut, Queen vlétli na pódium se setlistem, který se skládal z největších hitů: Bohemian Rhapsody, Hammer to Fall, Radio GaGa, Crazy Little Thing Called Love, We Will Rock You a We Are the Champions. S každým svým tónem si Mercury omotával dav víc a víc kolem prstu. Vyvrcholením byla Mercuryho vokální improvizace „Ay-Oh“, kdy celý vyprodaný stadión Wembley (72 000 lidí) po něm opakoval. Pouhých 20 minut stačilo Queen k tomu, aby se stali hvězdami večera. Druhý den snad všechny noviny po celém světě měly na titulní straně heslo: „Queen is King“.
V lednu se v brazilském Rio de Janeiru konal na speciálně postaveném stadionu v Barra da Tajuca s kapacitou 250 000 diváků festival Rock in Rio. V průběhu deseti večerů zde vystoupily nejslavnější skupiny světa, spolu s místními kapelami. Mezi pozvanými byli AC/DC, Iron Maiden, Yes, Rod Stewart, Whitesnake a Ozzy Osbourne, ale největší hvězdou byli opět Queen. Queen pro tento koncert změnili program z turné The Works. Vstupní intro Machines se plynule přelilo do Tear It Up a Tie Your Mother Down. Vybrali nejlepší skladby z repertoáru: Seven Seas Of Rhye, Now I'm Here, Under Pressure, Another One Bites the Dust a samozřejmě Bohemian Rhapsody. Dále Love Of My Life a přídavek I Want to Break Free, při kterém Freddie přišel na pódium v černé paruce a s falešným poprsím, stejně jako ve videoklipu. Na reakci davu však nebyl připraven. Pro mnoho lidí Jižní Ameriky bylo toto předvedení písně výkřikem touhy po svobodě, takže pohled na zpěváka převlečeného za ženu pro ně představoval svatokrádež. Mercury později přiznal: „Myslel jsem, že mě ukamenují.“ Dav jim toto faux pas prominul, když při písni We Will Rock You Freddie Mercury poskakoval po pódiu s dvoustrannou vlajkou: z jedné strany byla Spojeného království () a z druhé brazilská (). Koncert ukončovali písněmi We Are the Champions a God Save the Queen.
V roce 1986 skupina obohatila svou diskografii další studiovou deskou A Kind of Magic, ke které se konalo turné Magic Tour. Většina písní, v čele s dojímavou baladou Who Wants to Live Forever, byla zkomponována pro pohádku pro dospělé, pro film Highlander. Album vyletělo na vrchol popularity a singly z něj se úspěšně prodávaly po celém světě. One Vision, hold Queen iniciátorovi koncertu Live Aid, Bobu Geldofovi, obsadila sedmou příčku [zdroj?] hitparád a stejnojmenná píseň jako album „A Kind of Magic“ se během jedenáctitýdenního putování žebříčkem objevilo na příčce třetí. [zdroj?]
V tomto roce Queen na evropském turné Magic Tour zaznamenali celkovou návštěvu více než jednoho miliónu [zdroj⁠?!] diváků. Turné začalo ve Stockolmu 7. června a končilo 9. srpna v Knebworth Parku – byl to jejich největší koncert v Británii a poslední koncert Queen v původním složení vůbec. Na turné se skupina zapsala do historie, když jako první hrála za železnou oponou – 27. července na Nepstadionu v Budapešti.
V prosinci tohoto roku vydali další živé album s názvem Live Magic, obsahující výběr největších hitů skupiny nahraných během turné Magic Tour z roku 1986.

### 1987–1992: Mercury: nemoc, smrt a hold
V roce 1987 skupina Queen dostala „zásah do srdce“ právě od jeho frontmana Freddieho Mercuryho. Ten si totiž začátkem roku nechal udělat test na virus HIV, který mu vyšel HIV pozitivní. Skupina ihned začala natáčet další a další písně, protože všichni věděli, že se něco děje a že nemají moc času. Začalo to albem The Miracle v roce 1989. K písním na tomto albu kapela klasicky natočila videoklipy a po publikování alba, naštěstí pro Mercuryho, nevypukly žádné rozsáhlejší debaty o jeho zdravotním stavu.
Na počátku roku 1990 prudce vzrostly dohady v tisku o Mercuryho zdravotním stavu, byť skupina vytrvale popírala zprávy, že by zpěvák měl mít AIDS. Na předávání cen BRIT Awards  v únoru se Freddie objevil v pokročilejším stádiu nemoci AIDS, strhaný, unavený, a velmi vybledlý a tak se dohady opět rozběhly. Queen získali cenu BRIT Awards za výjimečný přínos v oblasti hudby.
V roce 1990 Mercurymu začalo docházet, že už opravdu nemá moc času a rozhodl se s Queen začít natáčet další album Innuendo, což bylo poslední album vydané za jeho života. Jelikož se nemoc AIDS začala na Mercurym čím dál tím víc projevovat i na vzhledu, většina videoklipů z alba Innuendo byla natočena černobíle. Na tomto albu i texty některých písní (jako například These Are the Days of Our Lives) pojednávaly o „Freddieho životě, nemoci a konci“. Během natáčení už ostatní členové z Queen na Mercurym poznali, že trpí AIDS a proto podnikli třetí krok. Bezprostředně po dokončení nahrávání alba Innuendo začali, hlavně Roger Taylor a Brian May, Mercurymu psát písně, které má nazpívat, aby i po jeho smrti mohli vydávat další alba. To se jim podařilo. Freddie Mercury stihl před svou smrtí nazpívat písně do alba Made in Heaven (kromě poslední písně Mother Love, kterou musel dozpívat Brian May), ke kterému zbylí členové Queen mezi lety 1992–1995 nahráli hudbu a právě roku 1995 album Made in Heaven vydali.
Posledním singlem vydaným za Freddieho života se v říjnu 1991 stala megahitová skladba The Show Must Go On, která se v mnoha zemích dostala v hitparádě vysoko a například v Německu se v ní udržela 26 týdnů. Zdravotní stav Freddiemu neumožňoval, aby k ní bylo natočeno video. Queen se nakonec rozhodnou videoklip pojmout jako sestřih jejich nejúspěšnějších okamžiků z 80. let a využít ho k propagaci chystaného videa Greatest Hits II.
V roce 1991 vyšla druhá kompilace největších hitů Queen, Greatest Hits II. Album obsahovalo řadu písní, které se dostaly v britské hitparádě do Top Ten nebo se umístily na vyšších pozicích. Z největších hitů obsahuje např. A Kind of Magic, Radio Ga Ga, I Want to Break Free nebo The Show Must Go On. Album vyšlo pouhý měsíc před Mercuryho smrtí.
23. listopadu 1991 kolem 20:00 Freddie Mercury nechal poprvé veřejně oznámit, že trpí nemocí AIDS. Do té doby o jeho chorobě věděli pouze Freddieho nejbližší přátelé a členové Queen. 24. listopadu ve svém domě v Londýnském Kensingtonu kolem 19:00 zemřel. Pracoval až do posledních okamžiků svého života. Znovu vyšel také singl Bohemian Rhapsody, jako hold zemřelému Mercurymu, který vzlétl na první příčku hitparády. Výtěžek prodeje byl darován do nadace Freddie Mercury Phoenix Trust, která se zabývá výzkumem a bojem proti AIDS.
20. dubna 1992 se na londýnském stadionu Wembley uskutečnil velký vzpomínkový koncert na počest Mercurymu – The Freddie Mercury Tribute Concert, kde vystoupil mimo jiné David Bowie, Axl Rose, Elton John, Robert Plant nebo George Michael. Mimo jiné vyšel také záznam koncertu Live at Wembley Stadium na dalším živém albu Live at Wembley '86.

### 1995–2003: Made in Heaven

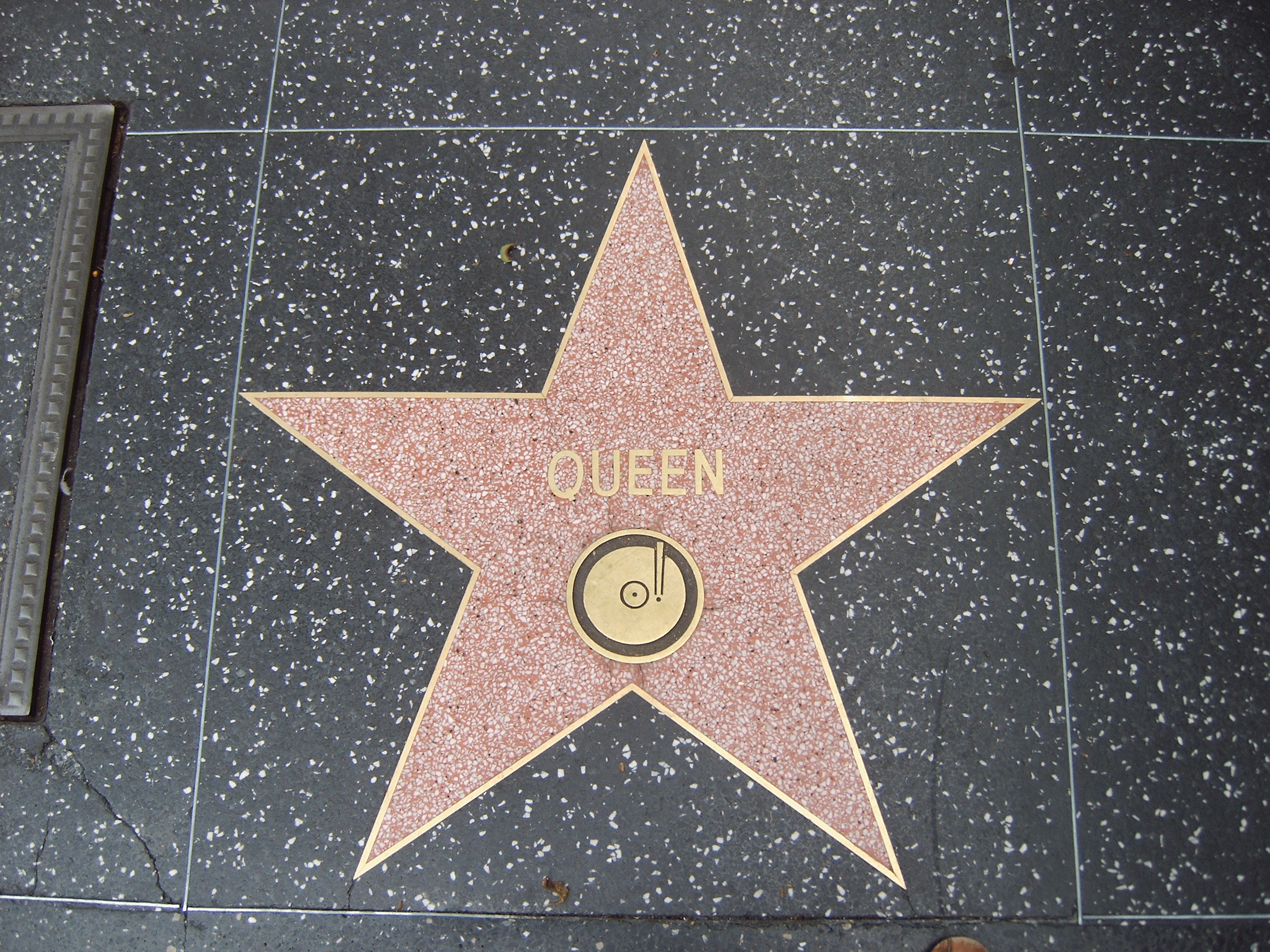
Hvězda skupiny Queen na Hollywoodském chodníku slávy

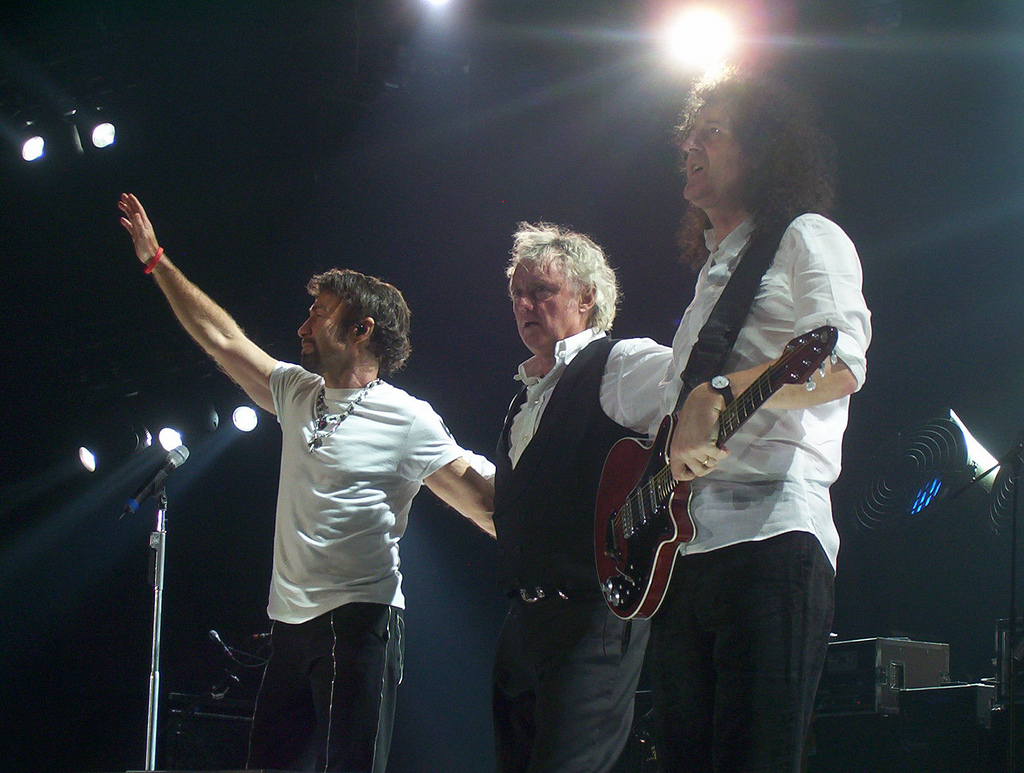
Queen + Paul Rodgers během tour v roce 2005

Rok 1995 byl ve znamení poslední studiové desky Made in Heaven s písněmi, z nichž některé Mercury nahrál před svou smrtí a doposud nebyly vydány. Album se stalo komerčně poměrně úspěšné. Skladby Heaven for Everyone a Too Much Love Will Kill You se staly hity, velmi mrazivá je i poslední píseň, kterou Freddie Mercury nazpíval Mother Love (i když jen první část, na druhou mu nezbyly síly a musel ji dozpívat Brian May). V tomto roce byla také slavnostně odhalena Mercuryho socha na pobřeží Ženevského jezera ve švýcarském Montreaux. To bylo oblíbené místo Freddieho Mercuryho v jeho posledních okamžicích života (a má se i za to, že je zde rozprášen jeho popel).
V roce 1997 vyšel jediný a zatím poslední nový singl Queen bez Freddieho Mercuryho a to za účasti všech zbylých členů skupiny, No-One but You (Only the Good Die Young) na albu Queen Rocks. Pro baskytaristu Johna Deacona tímto rokem skončila činnost v Queen a o obnovení skupiny se zpěvákem Paulem Rodgersem již neměl zájem. Stáhl se z veřejného života a Queen opustil.
Vyšla další kompilace největších hitů Greatest Hits III, která navazuje na předchozí dva výběry. Jsou zde i skladby, které Queen nahráli s jinými hvězdami. The Show Must Go On s Eltonem Johnem, Under Pressure s Davidem Bowiem, Barcelona – Freddie Mercury s Montserrat Caballé, Somebody to Love s Georgem Michaelem a další. Je to jediné album, které obsahuje jak skladby Queen, tak i sólové projekty jednotlivých členů.

### 2004–2009: Queen + Paul Rodgers
Pro milovníky živých alb vydali Queen v roce 2004 dvoudiskové album Queen on Fire – Live at the Bowl. Písně pocházejí z roku 1982, kdy Queen vystupovali na open air koncertu v britském Milton Keynes Bowl.
Queen vzali do obnovené skupiny Paula Rodgerse a začali vystupovat pod jménem Queen + Paul Rodgers. V této formaci vydali roku 2008 zatím poslední studiové album „The Cosmos Rocks“. Toto album je jediné album Queen bez hlasu Freddieho Mercuryho. Největšími hity z tohoto alba se stávají písně Say It's Not True a C-lebrity, které jsou zároveň i sigly z tohoto alba.

### 2009–2011: Odchod od EMI, 40. výročí
Queen oslavili 40. výročí od vzniku skupiny, byla uspořádána výstava [kde?] o jejich díle s názvem Stormtrooper In Stilletos a do obchodů se roku 2011 dostala remasterovaná kolekce všech řadových alb. Odstoupili od smlouvy s vydavatelstvím EMI a novou smlouvu podepsali s vydavatelstvím Universal Music Group.

### Současnost: 2011–dosud: Queen + Adam Lambert

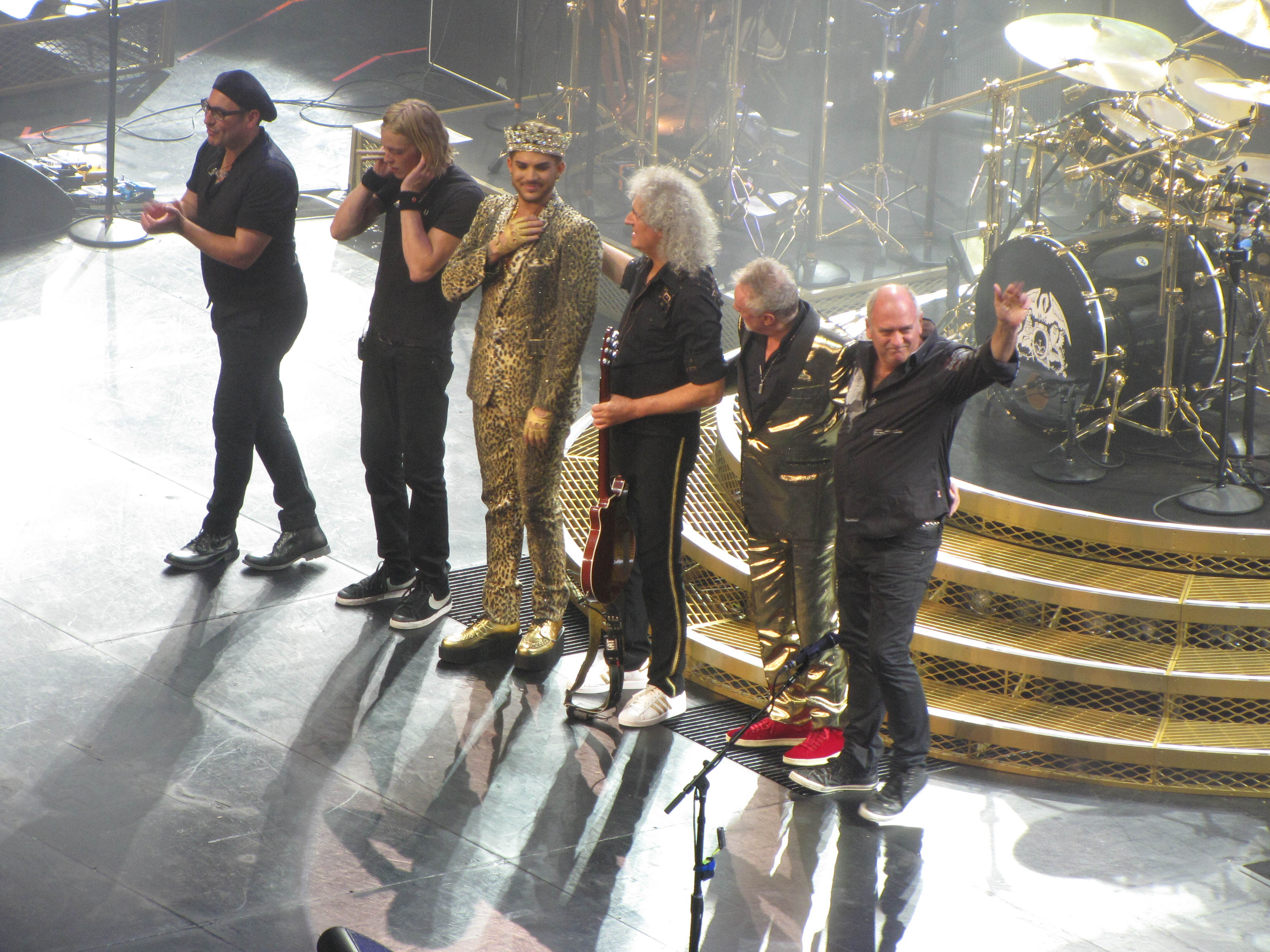
Koncert Queen + Adam Lambert v Bostonu v červenci 2014

Když Paul Rodgers v roce 2009 s Queen ukončil spolupráci, 2 roky byla kapela nečinná. Až roku 2011 přijali do kapely zpěváka Adama Lamberta a vznikla nová formace Queen s názvem Queen + Adam Lambert.
Hned se také konalo turné Queen + Adam Lambert Tour. První zpráva o tom, že by Lambert měl vystoupit s Queen jako headline na festivalu Sonisphere v UK (v červenci 2012), se objevila v únoru 2012. Toto vystoupení mělo být signifikantní, protože Knebworth Park, místo, kde se měl festival konat, byl posledním místem, kde se skupinou Queen vystoupil Freddie Mercury v srpnu 1986. V diskusi k této spolupráci Brian May podotknul, že očekává, že Lambert bude „skvělým interpretem“ Mercuryho písní. Festival Sonisphere byl ale později zrušen, kvůli problémům s logistikou a vlivem dalších okolností. O několik dnů později Roger Taylor oznámil, že Queen a Lambert budou spolu vystupovat v Moskvě a také, že přidají 2 další show v Londýně a jednu v Kyjevě, ve které bude jako hlavní hvězda vystupovat Elton John. Na konci dubna byl přidán pátý koncert ve Wroclawi, jako headline tamějšího rockového festivalu.
Finální verze spolupráce Queen a Adama Lamberta začala dvouhodinovou velkolepou podívanou pod záštitou UEFA v Kyjevě 30. června v předvečer vyvrcholení fotbalového šampionátu EURO 2012. Stovky tisíc fanoušků na ukrajinském hlavním náměstí ocenilo toto vystoupení pro Lambertův umělecký talent, hlasovou výjimečnost a schopnost interpretace, která se sebejistotou vyvážila staré a nové. Koncert na Olympijském stadionu v Moskvě se konal 3. července, zatímco ten následný na městském stadionu v Polsku byl naplánován na 7. července. Kvůli významnému postavení Queen v Anglii a jejich spojení s nově příchozím Lambertem, měly Londýnské tři koncerty v HMV Hammersmidth Apollo spoustu recenzí.
12. srpna vystoupila kapela na závěrečném ceremoniálu Letních olympijských her 2012 v Londýně. Představení otevřel videozáznam vokální improvizace Freddieho Mercuryho známá pod názvem „Ay-Oh“ z koncertu Live at Wembley roku 1986, který byl na stadionu promítán na velkoplošných obrazovkách. Posléze Brian May předvedl kytarové sólo ze skladby Brighton Rock. Na závěr se ke dvojici Brian May, Roger Taylor připojila britská zpěvačka Jessie J. a společně zahráli píseň We Will Rock You.
V současné době Queen stále vystupují se zpěvákem Adamem Lambertem jako Queen + Adam Lambert. První tour s Adamem Lambertem byla krátká Evropská tour 2012. Následovala Queen + Adam Lambert tour 2014–2015, ve které Queen zavítali do Severní a Jižní Ameriky, Asie, Evropy a Austrálie včetně Nového Zélandu. Následující rok skupina ohlásila další, v pořadí již druhou, světovou tour Queen + Adam Lambert tour 2017–2018. Roku 2018 získala skupina Cenu Grammy.
Queen + Adam Lambert vyhlásili pro roky 2019 a 2020 další světovou tour „The Rhapsody Tour“. Toto turné mělo být pouze v rámci Severní Ameriky, ale v říjnu roku 2019 Queen na jejich webových stránkách vypsali termíny koncertů i pro Evropu.

## Největší hity

### 70. léta
- Killer Queen (Freddie Mercury)
- Bohemian Rhapsody (Mercury)
- Love of My Life (Mercury)
- Somebody to Love (Mercury)
- We Will Rock You (Brian May)
- We Are the Champions (Mercury)
- Don't Stop Me Now (Mercury)
- Crazy Little Thing Called Love (Mercury)
- Fat Bottomed Girls (May)

### 80. léta
- Another One Bites the Dust (John Deacon)
- Under Pressure (Queen + David Bowie)
- Radio Ga Ga (Roger Taylor)
- I Want to Break Free (Deacon)
- One Vision (Taylor)
- A Kind of Magic (Taylor)
- Friends Will Be Friends (Mercury + Deacon)
- Who Wants to Live Forever (May)
- I Want It All (May)
- The Invisible Man (Taylor)

### 90. léta
- Innuendo (Mercury, Taylor)
- The Show Must Go On (May)
- Heaven for Everyone (Taylor)
- Too Much Love Will Kill You (May)
- These Are the Days of Our Lives (Taylor)
- I'm Going Slightly Mad (Mercury)[zdroj?]

## Členové skupiny
Původní složení skupiny:
- Brian May – kytara, klávesy, vokály (1970–dosud)
- Roger Taylor – bicí, kytara, perkuse, vokály, tamburína (1970–dosud)
- Freddie Mercury – zpěv, klavír, doprovodná kytara (1970–1991)
- John Deacon – baskytara, rytmická kytara, klávesy, triangl, (vokály - pouze Bohemian Rhapsody) (1971–1997)

Současní členové:
- Brian May – kytara, klávesy, vokály (1970–dosud)
- Roger Taylor – bicí, kytara, perkuse, vokály, tamburína (1970–dosud)
- Adam Lambert – zpěv (2011–dosud)

Bývalí členové:
- Freddie Mercury – zpěv, klavír, doprovodná kytara (1970–1991)
- John Deacon – baskytara, rytmická kytara, klávesy, triangl, (vokály - pouze Bohemian Rhapsody) (1971–1997)
- Paul Rodgers – zpěv (2004–2009)

Členové na začátku činnosti:
- Mike Grose – baskytara (1970)
- Barry Mitchell – baskytara (1970–1971)
- Doug Bogie – baskytara (1971)

Členové na turné:
- Morgan Fisher (1982) – Hot Space Tour
- Fred Mandel (1982) – Hot Space Tour
- Spike Edney – klávesy, vokály (1984–dosud)
- Neil Fairclough – baskytara, vokály (2012–dosud)
- Tyler Warren – perkuse, vokály (2017–dosud)

Časový přehled:

## Diskografie

### Studiová alba
- 1973: Queen
- 1974: Queen II
- 1974: Sheer Heart Attack
- 1975: A Night at the Opera
- 1976: A Day at the Races
- 1977: News of the World
- 1978: Jazz
- 1980: The Game
- 1980: Flash Gordon, soundtrack ke stejnojmennému sci-fi filmu
- 1982: Hot Space
- 1984: The Works
- 1986: A Kind of Magic, obsahuje 6 písní pro film Highlander
- 1989: The Miracle
- 1991: Innuendo
- 1995: Made in Heaven
- 2008: The Cosmos Rocks (Queen+Paul Rodgers)

### Živá alba
- 1979: Live Killers útržky z turné z r. 1979, reedice 2003
- 1986: Live Magic útržky z turné Magic Tour 1986
- 1989: At the Beeb
- 1992: Live at Wembley '86 koncert z Wembley 1986, reedice 2003, opětovná reedice 2011
- 2004: Queen On Fire – Live at the Bowl koncert z Bowlu 1982
- 2007: Queen Rock Montreal koncert z Montrealu 1981
- 2012: Hungarian Rhapsody: Queen Live in Budapest koncert z Budapešti 1986
- 2014: Live at the Rainbow '74 koncert z Rainbow Theatre 1974
- 2015: Queen: A Night At The Odeon – Hammersmith 1975 vánoční koncert z Hammersmith Odeon, Londýn, 1975
- 2016: On Air

### Kompilace
- 1981: Greatest Hits výběr největších hitů z let 1973–1980
- 1989: At the Beeb BBC nahrávky z počátku 70. let
- 1991: Greatest Hits II výběr největších hitů z let 1981–1991
- 1992: Classic Queen americká obdoba Greatest Hits II
- 1992: The 12'' Collection
- 1997: Queen Rocks výběr z rockových nahrávek Queen, obsahující jednu nahrávku novou bez Freddieho Mercuryho
- 1999: Greatest Hits III obsahuje i sólové nahrávky členů skupiny
- 2006: Stone Cold Classics americká obdoba Queen Rocks
- 2007: The A–Z of Queen, Volume 1
- 2009: Absolute Greatest
- 2011: Deep Cuts Vol. 1 výběr z méně slavných nahrávek z let 1973–1976
- 2011: Deep Cuts Vol. 2 výběr z méně slavných nahrávek z let 1977–1982
- 2011: Deep Cuts Vol. 3 výběr z méně slavných nahrávek z let 1984–1995
- 2013: Icon
- 2014: Queen Forever

### VHS / DVD
- 1981: Greatest Flix výběr z videoklipů z let 1975–1980
- 1984: We Will Rock You koncert z Montrealu 1981, reedice na DVD pod názvem Queen Rock Montreal
- 1984: The Works EP videoklipy z alba The Works
- 1985: Live In Rio koncert z Ria 1985
- 1987: Live In Budapest koncert z Budapešti 1986
- 1987: Magic Years trojdílný dokument
- 1989: Rare Live ukázky z různých live záznamů z let 1974–1986
- 1989: The Miracle EP videoklipy z alba The Miracle
- 1990: Live at Wembley '86 koncert z Wembley 1986, v r. 2003 reedice na DVD, v r. 2011 opětovná reedice s bonusy
- 1991: Greatest Flix II výběr z videoklipů z let 1981–1991
- 1991: Box Of Flix Box obsahuje Greatest Flix I + II + 4 klipy navíc + koncert z Rainbow 1974
- 1995: Champions Of The World dokument
- 1996: Made In Heaven – The Films videoklipy k albu Made in Heaven, v r. 2003 reedice na DVD
- 1998: Queen Rocks videoklipy ke stejnojmenné CD kompilaci
- 1999: Greatest Flix III videoklipy ke stejnojmenné CD kompilaci
- 2002: Greatest Video Hits videoklipy z let 1973–1980
- 2003: Greatest Video Hits II videoklipy z let 1981–1989
- 2004: Queen on Fire koncert z Bowlu 1982
- 2005: Return of the Champions záznam koncertu Queen s Paulem Rodgersem v Sheffieldu 2005
- 2007: Queen Rock Montreal koncert z Montrealu 1981, v podstatě DVD vydání záznamu We Will Rock You, limitovaná edice obsahuje i vystoupení z Live Aid 1985
- 2009: Live In Ukraine záznam koncertu Queen s Paulem Rodgersem v roce 2008
- 2011: These Are the Days of Our Lives dokument BBC ke 40. výročí skupiny
- 2017: Live In Japan záznam koncertu Queen s Adamem Lambertem v roce 2014

### Queen + Paul Rodgers
- 2005: Return of the Champions záznam koncertu
- 2006: Super Live In Japan záznam koncertu (pouze DVD, vydáno v Japonsku, pak i jako součást CD The Cosmos Rocks)
- 2008: The Cosmos Rocks
- 2009: Live In Ukraine záznam koncertu (CD pouze jako součást DVD)